# Le Magnifique (film, 1978)
Pour les articles homonymes, voir Magnifique.
Le Magnifique (She hao ba bu) est un film hong-kongais réalisé par Chen Chi Hwa, sorti en 1978.

## Synopsis
Tous les dix ans, différentes écoles d’arts martiaux se réunissent pour discuter des différentes techniques de combat. De ces réunions, il existe une technique infaillible : l'art du serpent et de la grue. Ce livre a été écrit par 8 maîtres de Shaolin quand ils disparaissent mystérieusement. Hsu Yin-Fung, accusé d'avoir tué ces derniers, est à la recherche de l'homme responsable de cette disparition. Après plusieurs combats avec des chefs de clan, Hsu est blessé et capturé, mais sauvé par un allié. Finalement, Hsu trouve le coupable et décide de l'éliminer lors d'un combat épique.

## Fiche technique
- Titre français : Le Magnifique (vidéo) ; Chien Tse, le dragon noir (projection française en 1978)
- Titre anglais : Snake And Crane Arts Of Shaolin
- Titre original : She hao ba bu
- Réalisation : Chen Chi Hwa
- Producteurs : Lo Wei, Hsu Li Hwa
- Scénario : Cheung San Yee
- Musique : Fu Liang Chou
- Photographie : Chung Yuan Chen
- Montage : Huang Chih-Hsiung
- Décors : Shih Mei Chu
- Société de production : Lo Wei Motion Picture Company
- Distribution :

 Hong Kong : Lo Wei Motion Picture Company
 France : CFFP (Comptoir Français du Film Production)
- Pays d'origine : Hong Kong
- Genre : Kung-fu
- Durée : 96 minutes
- Dates de sortie en salles :

 Hong Kong : 8 mars 1978
 France : 26 avril 1978

## Distribution
- Jackie Chan (VF : Jacques Ebner) : Hsu Yin-fung
- Chen Hsin Yi
- Kang Chin
- Hu Han Chang
- Huang Kuan-hsien